# Relaciones Puerto Rico-Venezuela
Las relaciones Puerto Rico-Venezuela se refieren a las relaciones internacionales que existen entre Puerto Rico y Venezuela.

## Historia
Venezuela mantuvo buenas relaciones con los gobiernos democráticos de la región bajo la doctrina Betancourt, incluyendo el de Luis Muñoz Marín en Puerto Rico.[cita requerida]
En 2019, Puerto Rico prometió ayudar en el envío de la ayuda humanitaria a Venezuela. Puerto Rico envió 2.5 toneladas de alimentos y medicinas al centro de acopio ubicado en Cúcuta, Colombia.